# 재현성
재현성(再現性,  Reproducibility, Replicability)은 측정한 결과가 다시 나타나는 성질이다. 재현성이 없는 실험은 과학적인 가치를 별로 갖지 못한다. 재현성은 과학적 방법을 뒷받침하는 주요 원칙이다. 연구 결과가 재현 가능하다는 것은 실험이나 관찰 연구 또는 자료 집합의 통계 분석에서 얻은 결과가 연구가 재현될 때 높은 수준의 신뢰성을 가지고 다시 달성되어야 함을 의미한다. 다양한 종류의 복제가 있지만 일반적으로 복제 연구에는 동일한 방법론을 사용하는 여러 연구자가 참여한다. 그러한 성공적인 복제가 한 번 또는 여러 번 이루어진 후에야 그 결과가 과학적 지식으로 인정되어야 한다.
더 좁은 범위의 재현성은 계산과학에서 "동일한 결과로 계산을 다시 실행할 수 있는 방식으로 모든 데이터와 코드를 사용할 수 있도록 하여 결과를 문서화해야 한다"는 특징으로 정의되었다.
최근 수십 년 동안 발표된 많은 과학적 결과가 재현성 테스트에 실패하여 재현성 위기를 불러일으킨다는 우려가 커지고 있다.

## 같이 보기
- 정확도와 정밀도
- 우연
- 반증 가능성
- 가설
- 유사과학
- 재현 (통계학)
- 재현성 위기
- 항진식
- 검사와 타당성 검증